# Lorgio Lucía Lazo
Lorgio Lucía Lazo, nacido en la localidad de Apolo provincia Franz Tamayo del departamento de La Paz, el 4 de marzo de 1973. Hizo sus estudios en el Colegio José Manuel Pando, donde salió bachiller; una vez concluido el bachillerato comenzó a trabajar como operador en telecomunicaciones rurales DITER, actividad a la que tuvo que renunciar al padecer de una ceguera progresiva.
Después de quedar ciego, pasó clases en los centros de rehabilitación Santa Cecilia y Louis Braille, y a partir del año 2003 comienza a trabajar como docente de Educación musical en el Colegio Juan Pablo II y posteriormente en el colegio Don Bosco, logra ingresar para estudiar en el Conservatorio Nacional de Música de Bolivia denominado actualmente Conservatorio Plurinacional de Música. El año 2008 inicia sus estudios en la Normal Simón Bolívar, de la cual se gradúa el año 2011 y al año siguiente egresa del Conservatorio Nacional de Música y es invitado a trabajar en la misma Institución 

## Datos importantes sobre sus aportes y conocimientos
El año 2005 fundó la Asociación de Deportes para ciegos La Paz, consiguiendo el 1º lugar en el medallero nacional en las olimpiadas para ciegos.
Fue capacitado por la  ONCE  y la Unión Latinoamericana de Ciegos para aprender el sistema de Musicografía Braille.
Precisamente gracias a este sistema es que logra realizar sus estudios musicales superiores en el Conservatorio Plurinacional de Música, donde también realiza la tutoría correspondiente  dictando clases a los estudiantes ciegos que realizan sus estudios musicales y capacita a los docentes.